# Bruno Gollnisch
Bruno Gollnisch (* 28. ledna 1950 Neuilly-sur-Seine) je francouzský akademik a politik, člen Národního sdružení.

## Biografie
Bruno Gollnisch vystudoval právo, politologii, malajštinu a japonštinu. V roce 1971 získal vysokoškolský diplom z japonštiny, v roce 1973 pak vysokoškolské diplomy z malajštiny, z politologie a z veřejného práva. V roce 1974 zahájil doktorské studium práva na univerzitě v Kjótu, které ukončil v roce 1978 doktorátem v Paříži. Stal se profesorem práva na univerzitě v Metách a od roku 1981 působí jako profesor japonštiny a japonské kultury na Université Jean-Moulin - Lyon III.
Od roku voleb v roce 1986 je Bruno Gollnisch pravidelně volen regionálním zastupitelem za Rhône-Alpes. V letech 1994, 1999 a 2004 byl zvolen poslancem Evropského parlamentu.
11. října 2004 prohlásil, že nezpochybňuje existenci německých koncentračních táborů za 2. světové války, ale historici by měli mít právo svobodně zkoumat dějiny a to včetně otázek počtu obětí nacistického režimu či existence plynových komor. Za to, že se takto vyjádřil, čelil trestnímu stíhání a soudnímu procesu. Evropský parlament jej zbavil imunity a bylo mu zakázáno vyučovat na univerzitě v Lyonu. Zákaz vstupu na univerzitu a vyučování na ní 14. ledna 2005 Conseil d'État odvolal. V roce 2009 byl soudem osvobozen.
Ve Francii se o něm hovořilo jako o jednom z možných nástupců Jean-Marie Le Pena na postu předsedy Front national.